# Aréithoos
Dans la mythologie grecque, Aréithoos (en grec ancien Ἀρηίθοος) est un roi d'Arcadie, père de Ménesthios.

## Mythe
Il ne combattait qu'avec une massue, reçue du dieu Arès, ce qui lui valut le surnom de Corynète (« porteur de gourdin »). Il fut vaincu en duel par Lycurgue, le fils d'Aléos, qui lui ravit son armure, et la porta jusqu'au jour où il en fit don à Ereuthalion, fort guerrier qui fit de même qu'Aréithoos jusqu'au jour où Nestor le vainquit et le tua en combat singulier .

## Sources
- Homère, Iliade [détail des éditions] [lire en ligne] Chant VII (136-160)
- Pausanias, Description de la Grèce [détail des éditions] [lire en ligne] (VIII, 4, 10 ; VIII, 11, 4)